# Gara Armășești
Gara Armășești este o stație de cale ferată care deservește comuna Armășești, județul Ialomița, România.
Format:Lista stațiilor de pe Magistrala CFR 701